# Marie-Louise O’Murphy
Marie Louise O'Murphy de Boisfaily (Rouen, Frankrijk, 21 oktober 1737 – Parijs 11 december 1814) was als jong meisje een courtisane en een van de vele minnaressen van de Franse koning Lodewijk XV.

## Leven
Ze was de vijfde dochter van de zoon van een Ierse militair die een schoenmakerij was begonnen in Rouen, Frankrijk. Na zijn dood bracht haar moeder de familie naar Parijs.
In 1752, op de leeftijd van veertien jaar, poseerde ze naakt voor een gedenkwaardig en uitdagend portret van schilder François Boucher. Haar schoonheid trok de aandacht van Lodewijk XV. Hij nam haar als een van zijn minnaressen en ze werd al snel een van zijn favorieten. Ze schonk het leven aan een buitenechtelijke dochter, Agathe Louise de Saint-Antoine (1754-1774). Van Generaal de Beaufranchet werd ook gedacht dat hij een onwettig kind was van Marie-Louise, maar later bleek dat hij een wettig kind was van haar en de comte de Beaufranchet. 
Marie-Louise diende maar twee jaar als minnares van de koning. Na die twee jaar maakte O’Murphy een grote fout, die vaak werd gemaakt door courtisanes, die de officiële minnares wilden vervangen. Rond 1754 probeerde Marie-Louise tevergeefs de favoriete minnares, Madame de Pompadour, buitenspel te zetten. Deze zet resulteerde snel in de ondergang van O’Murphy aan het hof. 
Er werd een huwelijk geregeld met de Comte de Beaufranchet, die later om zou komen in de slag om Rossbach. Daarna hertrouwde Marie-Louise nog twee keer. Haar derde man was twintig jaar jonger en dat huwelijk eindigde in een scheiding.
Tijdens de Franse Revolutie werd Marie-Louise gevangengenomen vanwege haar koninklijke relaties, maar ze overleefde het en werd vrijgelaten. Ook de Terreur en de vele jaren van politieke opschudding overleefde ze. Ze stierf uiteindelijk in 1814 op 77-jarige leeftijd.